# アフガニスタン国空軍
アフガニスタン国空軍(AAF、 パシュトー語: دافغانستان هوائی ځواک、ダリー語: قوای هوائی افغانستان) は、アフガニスタン・イスラム共和国が保有するアフガニスタン国軍の空軍部隊である。カーブルの第1航空団、カンダハールの第2航空団、シーンダンドの第3航空団、およびアフガニスタン北部のマザーリシャリーフの第4航空団の4個航空団が編成された。モハマド・ドーラン中将は空軍の最後の参謀長であり 、カーブル陥落前の最後のアフガニスタン空軍司令官はアブドゥル・ファヒム・ラミン中将であった 。アフガニスタン国空軍の司令部は、カーブルのハーミドカルザイ国際空港にあった。ヘラート州のシーンダンド空軍基地が主要な訓練施設として機能した。

## 歴史
王室アフガニスタン空軍は、国王アマーヌッラー・ハーンの治世下で1919年に設立され、1960年代に国王ザーヒル・シャーによって大幅に近代化された。1980年代、ソビエト連邦は、最初にムジャヒディンを打ち負かそうとして、強力なアフガニスタン空軍がバブラク・カールマルの親ソビエト政府を保護することを期待して、アフガニスタン空軍を設立しした。 アフガニスタン空軍には、200機以上のソビエト製戦闘機を含む400機以上の航空機があった。 1992年のムハンマド・ナジーブッラー政権の崩壊と、1990年代を通じての内戦の継続により、アフガニスタンの航空機の数は12機未満に減少した。旧タリバン政権が崩壊した2001年後半の不朽の自由作戦の間、空軍に残っていたのは数機のヘリコプターだけだった。
2007年以来、2010年にNATO航空訓練司令部-アフガニスタン（英: NATO Air Training Command-Afghanistan、略称：NATC-A）に改名されたNATO統合空軍移行部隊（英: Coalition Air Power Transition Force、略称：CAPTF） は、アフガニスタン空軍の再建と近代化に効果的だった。CAPTF / NATC-Aは、アフガニスタン軍の組織化を担当した合同安全保障移行司令部-アフガニスタン（英: Combined Security Transition Command – Afghanistan、略称：CSTC-A）の航空部隊としての役割を果たした。AAFは2021年に約183機の航空機 と7,000人以上の空軍兵を所有していた。確固たる支援ミッションは、AAFのランクを8,000人の空軍兵に引き上げ、徐々に高度化する航空機の数を増やすことを目的としていた。
2021年の夏にNATO軍が撤退した後、タリバンによる大規模な攻撃に加えて、ほとんど機能していない空軍は大部分が崩壊した。これは、カーブル陥落とアシュラフ・ガニー大統領が国外に逃亡したことで拍車がかかった。多数の空軍兵が国を逃れたか、タリバンの前に立ち、多くの固定翼機と回転翼機がタリバンによって破壊または捕獲された。 他の多くの固定翼および回転翼航空機が近隣諸国に飛んでいた。これまでに46機の航空機（22機の固定翼機と24機のヘリコプター）がウズベキスタンのテルメズ空港に到着したと報告されている。ガニー大統領の脱出後、残りの空軍兵は彼らの地位を放棄し、アフガニスタン空軍は事実上存在しなくなった。